# Voldemārs Plade
Voldemārs Plade (Riga, 24 dicembre 1900 – Jestetten, 27 gennaio 1961) è stato un calciatore lettone, di ruolo attaccante, fratello di Kurts, Alfrēds e Teodors, tutti calciatori.

## Carriera

### Club
Ha esordito nel Ķeizarmežs, squadra con la quale vinse i primi due campionati lettoni. Passò in seguito all'RFK, con cui vinse nuovamente il titolo. Chiuse la carriera nel Rīga Vanderer.

### Nazionale
Ha giocato sedici partite in nazionale mettendo a segno 9 reti, divenendo uno dei più prolifici attaccanti lettoni di epoca pre - sovietica. Il suo esordio avvenne il 24 luglio 1923 nella gara amichevole contro l'Estonia.
In seguito prese parte ai giochi olimpici di Parigi del 1924.
La sua prima rete in nazionale risale all'amichevole contro la Lituania del 16 agosto 1924, mentre in seguito riuscì a realizzare anche una tripletta.

## Statistiche

### Cronologia presenze e reti in nazionale
| Cronologia completa delle presenze e delle reti in nazionale ― Lettonia | Cronologia completa delle presenze e delle reti in nazionale ― Lettonia | Cronologia completa delle presenze e delle reti in nazionale ― Lettonia | Cronologia completa delle presenze e delle reti in nazionale ― Lettonia | Cronologia completa delle presenze e delle reti in nazionale ― Lettonia | Cronologia completa delle presenze e delle reti in nazionale ― Lettonia | Cronologia completa delle presenze e delle reti in nazionale ― Lettonia | Cronologia completa delle presenze e delle reti in nazionale ― Lettonia |
| Data                                                                    | Città                                                                   | In casa                                                                 | Risultato                                                               | Ospiti                                                                  | Competizione                                                            | Reti                                                                    | Note                                                                    |
| ----------------------------------------------------------------------- | ----------------------------------------------------------------------- | ----------------------------------------------------------------------- | ----------------------------------------------------------------------- | ----------------------------------------------------------------------- | ----------------------------------------------------------------------- | ----------------------------------------------------------------------- | ----------------------------------------------------------------------- |
| 24-7-1923                                                               | Tallinn                                                                 | Estonia                                                                 | 1 – 1                                                                   | Lettonia                                                                | Amichevole                                                              | -                                                                       |                                                                         |
| 27-5-1924                                                               | Saint-Ouen                                                              | Francia                                                                 | 7 – 0                                                                   | Lettonia                                                                | Olimpiadi 1924 - Preliminare                                            | -                                                                       |                                                                         |
| 22-6-1924                                                               | Riga                                                                    | Lettonia                                                                | 1 – 3                                                                   | Turchia                                                                 | Amichevole                                                              | -                                                                       |                                                                         |
| 14-8-1924                                                               | Riga                                                                    | Lettonia                                                                | 0 – 2                                                                   | Finlandia                                                               | Amichevole                                                              | -                                                                       |                                                                         |
| 16-8-1924                                                               | Kaunas                                                                  | Lituania                                                                | 2 – 4                                                                   | Lettonia                                                                | Amichevole                                                              | 1                                                                       |                                                                         |
| 18-10-1924                                                              | Riga                                                                    | Lettonia                                                                | 2 – 0                                                                   | Estonia                                                                 | Amichevole                                                              | -                                                                       |                                                                         |
| 20-7-1926                                                               | Riga                                                                    | Lettonia                                                                | 4 – 1                                                                   | Svezia                                                                  | Amichevole                                                              | -                                                                       |                                                                         |
| 12-8-1926                                                               | Riga                                                                    | Lettonia                                                                | 1 – 4                                                                   | Finlandia                                                               | Amichevole                                                              | -                                                                       |                                                                         |
| 19-9-1926                                                               | Riga                                                                    | Lettonia                                                                | 0 – 1                                                                   | Estonia                                                                 | Amichevole                                                              | -                                                                       |                                                                         |
| 27-7-1927                                                               | Riga                                                                    | Lettonia                                                                | 6 – 3                                                                   | Lituania                                                                | Amichevole                                                              | 2                                                                       |                                                                         |
| 25-9-1927                                                               | Riga                                                                    | Lettonia                                                                | 4 – 1                                                                   | Estonia                                                                 | Amichevole                                                              | 2                                                                       |                                                                         |
| 6-7-1928                                                                | Riga                                                                    | Lettonia                                                                | 0 – 4                                                                   | Svezia                                                                  | Amichevole                                                              | -                                                                       |                                                                         |
| 19-8-1928                                                               | Riga                                                                    | Lettonia                                                                | 2 – 1                                                                   | Finlandia                                                               | Amichevole                                                              | -                                                                       |                                                                         |
| 23-9-1928                                                               | Riga                                                                    | Lettonia                                                                | 1 – 1                                                                   | Estonia                                                                 | Amichevole                                                              | 1                                                                       |                                                                         |
| 14-8-1929                                                               | Riga                                                                    | Lettonia                                                                | 3 – 1                                                                   | Lituania                                                                | Coppa del Baltico 1929                                                  | 3                                                                       |                                                                         |
| 15-8-1929                                                               | Riga                                                                    | Lettonia                                                                | 2 – 2                                                                   | Lituania                                                                | Coppa del Baltico 1929                                                  | -                                                                       |                                                                         |
| Totale                                                                  |                                                                         | Presenze                                                                | 16                                                                      |                                                                         | Reti                                                                    | 9                                                                       |                                                                         |

## Palmarès

### Club
- Campionato di calcio lettone: 3

1922, 1923, 1926

### Individuale
- Capocannoniere della Coppa del Baltico: 1

1929 (3 reti)